# Cabixi
Cabixi este un oraș în Rondônia (RO), Brazilia.